# El lugar sin límites (novela)
El lugar sin límites es una novela corta del escritor y periodista chileno José Donoso, originalmente publicada en 1966.
Es considerada la obra que dio mayor reconocimiento al autor de toda su carrera, y le dio renombre como uno de los principales exponentes de la literatura hispana de la segunda mitad del siglo XX. Fue llevada al cine bajo la dirección del mexicano Arturo Ripstein en 1977.
La historia se centra en la Manuela, un homosexual travesti que posee la mitad del prostíbulo de un pequeño pueblo conocido como Estación El Olivo, ubicado en las cercanías de la ciudad de Talca, y en su hija, la otra dueña del burdel, conocida como la Japonesita. La novela muestra de manera cruda la miseria de los pueblos olvidados y la cotidianidad de la prostitución.

## Trama
En generaciones pasadas El Olivo era una localidad popular, pero la pérdida de importancia del mundo rural y los cambios en el trazado de la línea de tren han supuesto la postergación y el hundimiento en la miseria. La mayoría de los habitantes del pueblo tienen una relación directa con el diputado y latifundista Alejandro Cruz, también conocido como Don Alejo, personaje de gran poder y fortuna que heredó prácticamente todo en ese lugar, aparte de unas viñas en las cercanías, que resguarda con cuatro fieros perros (Moro, Sultán, Otelo y Negus). Él es también uno de los pocos que aún disponen de energía eléctrica en el pueblo que, por quedar alejado del trazado de las principales carreteras, ha dejado a sus habitantes prácticamente aislados de cualquier tipo de modernidad.
Todo el pueblo sabe lo que pasa detrás de las paredes de la casa de la Manuela, el homosexual travestido a cargo del burdel local donde distintas prostitutas prestan servicios a hombres que buscan algo de entretenimiento y diversión. En los tiempos de gloria de El Olivo, la casa perteneció a la Japonesa Grande, que murió hace cuatro años, y actualmente le pertenece a la Japonesita, hija de la Manuela y la Japonesa resultado de una ingrata apuesta.
Todo está relativamente tranquilo en el pueblo hasta que se sabe que Pancho Vega regresa después de haberse desaparecido por más de un año, tras contraer matrimonio. El año anterior Pancho con unos amigos habían causado un gran revuelo en el prostíbulo, donde habían golpeado y maltratado tanto a la Manuela como a su hija. Pero la Manuela en su interior tiene una especie de amor oculto hacia Pancho y viceversa, a pesar de todo el daño que le ha hecho, sin mencionar los insultos que ha recibido de su parte desde que se conocen. La única persona que le ha brindado protección ha sido don Alejo.
Así es como una noche llega repentinamente junto con su cuñado, quizás en un mal momento, ya que la Japonesita se encuentra sola, y poco antes se ha enterado de que las autoridades se negaron a electrificar el pueblo, condendándolo a desaparecer bajo la modernidad dentro de poco. Las cosas comienzan a complicarse, los hombres comienzan a aburrirse de la Japonesita y a llamar a la Manuela, que es supuestamente la única persona que podría alegrarles algo la noche.
La Manuela se oculta en el patio al lado del gallinero ya que conoce la razón por la que Pancho ha venido. Finalmente se hace de valor y decide dar la cara a él y todos esos hombres. Animándose por su oculto amor a Pancho, se va de fiesta con él e intenta darle un beso, pero recibe una golpiza de Pancho y su amigo y cuñado, Octavio.

## Personajes

### Prostíbulo
- La Manuela
Protagonista de la novela, cuyo nombre original es Manuel González Astica. Es un homosexual travestido que ha heredado, junto con su hija, el prostíbulo de la Japonesa, muerta cuatro años atrás. Ya con sesenta años, tiene achaques de vejez, pero al llegar la noche se olvida de todo por los aplausos y también risas. En sus años de juventud se hizo de mucha popularidad en el ambiente del comercio sexual por sus bailes y cantos.
- La Japonesita
Esta joven, que al decir de los contertulios es la antítesis de su madre, por cuanto sigue siendo todavía una mujer virgen ya con dieciocho años, se encarga de cobrar y atesorar los dineros que gastan los visitantes, sin mezclarse en la farándula, conservando siempre su lugar de dueña de casa.
- La Japonesa
La madre de la Japonesita, que murió cuatro años anteriores al comienzo de la historia. Se dice que murió de un ataque al hígado.
La Japonesa se queda dueña del prostíbulo gracias a una apuesta con don Alejo, donde ella le asegura que puede seducir a la Manuela ya que será fácil. Para esto la Japonesa habla con la Manuela y le dice que si lo hace ella será dueña de la mitad (habían apostado la casa, es decir el prostíbulo).
- La Lucy
Una de las prostitutas de la casa de la Japonesita. Era una de las más apetecidas debido a su gran contextura, de muslos grandes y gran gordura.
- La Cloty
Otra de las prostitutas de la casa de la Japonesita. Ya estaba anciana y servía de poco en el servicio a los hombres, por lo que principalmente se encargaba de realizar las labores domésticas de la casa. Su nombre real es Clotilde.
- La Nelly
Otra de las prostitutas de la casa de la Japonesita encargadas de atender los ansiosos visitantes que van al prostíbulo. No se menciona mucho acerca de este personaje, pero el hecho de que se recalcara que siempre lloraba en las mañanas refleja claramente a las clásicas prostitutas pobres, envueltas en la miseria y la tristeza.

### Familia Cruz
- Alejandro Cruz
Senador, latifundista y dueño de grandes viñedos, el único que se dedicó a invertir sus bienes para el pueblo, y también asiduo visitante propietario en un tiempo de la casa de la Japonesa. Es llamado «don Alejo». Este hombre era muy respetado ya que era el dueño de todo y hacía creer a todos que sus intenciones eran para bien del pueblo pero realmente el quería quedarse con todo.
- Misia Blanca
La esposa de don Alejo, al menos la "oficial", ya que se decía que el hombre tenía muchas más mujeres en distintos pueblos. No se menciona mucho a Misia Blanca en el libro, y solo se dice que era una dama de clase. En sus tiempos de juventud tenía un hermoso pelo rubio -ahora canoso- y una larga trenza, que cortó el día que su hija Moniquita murió de tifus, depositándola en su tumba.
- Moniquita
Hija única de don Alejo y Misia Blanca. Murió cuando aún era una niña de tifus, que le fue contagiada de Pancho, su único amigo que todos decían era el novio.
- La Ludo
De nombre Ludovinia, fue sirvienta de los Cruz por muchos años, y es también la única amiga que tiene la Manuela fuera del prostíbulo. Vivía sola en su casa cerca de la casa de la Japonesita. Ya es una mujer anciana, que se está quedando ciega y se le comienza a olvidar todo lo que alguna vez vivió. Sus únicos recuerdos que mantiene de forma nítida son los vividos cuando servía en la casa de los Cruz como sirvienta. Es viuda del Sr. Acevedo (él era muy celoso), y cuando su esposó falleció -imitando a Misia Blanca, a quien admiraba- dejó sus anteojos en su ataúd, lo que aumentó su ceguera aún más.

### Familia Vega
- Pancho Vega
Un huaso pendenciero, pero criado muy cerca de la casa grande del fundo de don Alejo, con más privilegios que los demás inquilinos por parte de la familia del propio latifundista. Su gran riqueza es un camión, que ha adquirido gracias a la ayuda de don Alejo, y también a su cuñado, Octavio, a pesar de que le debía dinero a don Alejo del préstamo por el camión. Se casó con Ema, y tiene una hija, y piensa cuando mejore su situación poder comprar una casa rosada en Talca para su familia.  Su nombre completo es Francisco. Siente atracción por Manuela pero al tiempo se avergüenza de este sentimiento y se muestra agresivo.
- Ema y Normita
La esposa e hija de Pancho Vega respectivamente. Estaban residiendo en la ciudad de Talca mientras Pancho se dedicaba a viajar en su camión para su familia. Cuando tuvieran dinero suficiente esperaban comprar una casa y pagar la educación de Normita. Nunca aparecen físicamente en la historia, pero sí en los pensamientos y proyectos de vida de Pancho.
- Octavio
El cuñado y compadre de Pancho. Gracias a este personaje puede saldar su deuda económica con don Alejo quedando en libertad.

## Lugares físicos

### La casa de la Japonesita
El burdel más grande de Estación el Olivo, de las dueñas la Japonesita y la Manuela. Anteriormente era conocido como 'la Casa de la Japonesa', pero tras fallecer ella, cambió de nombre. En este lugar transcurre gran parte de la historia.
Cada una de las prostitutas que trabajaban en ese lugar tiene habitación propia, a excepción de la Manuela y la Japonesita que comparten habitación, y en medio hay un gran patio que también cuenta con un parrón. Cuando llueve el patio se inunda, por lo que la Cloti tiene que poner unos ladrillos para atravesarlo.

### La casa de la Pecho de Palo
Era la casa de prostitutas más popular de la ciudad de Talca, donde llegaba solo gente de la elite que pagaba mucho dinero, y donde incluso se realizaban asados. En algún momento 'la Casa de la Japonesita' había sido casi tan popular como esta casa, e incluso se realizaban préstamos de las prostitutas más populares por algunos días, como Las hermanas Farías, unas gordas que realizaban servicios sexuales pero que también cantaban. Anteriormente la Manuela trabajaba en esta casa, y en uno de esos préstamos conoció a la Japonesa.